# Terry Gilliam
Terry Vance Gilliam (Medicine Lake, Minnesota, 22 de novembre de 1940) és un membre del grup còmic Monty Python, actor i director de cinema d'origen estatunidenc.
Gilliam va estudiar Ciències Polítiques el Col·legi Occidental de Califòrnia. Formà part del conegut grup còmic britànic Monty Python, dintre del qual s'encarregava de les animacions, en les quals retallava fotografies i fent escenes surrealistes. També interpretava papers secundaris en els esquetxos i pel·lícules d'aquesta formació. D'entre els seus personatges més coneguts destaca Patsy, l'escuder del rei Artur en Monty Python and the Holy Grail, pel·lícula que va portar a terme amb Terry Jones, i va interpretar també al cardenal Fang dels esquetxos de la “temible” Inquisició espanyola. Va realitzar papers sempre grotescs i embogits.
Com a director ha passejat pels límits de la realitat, els somnis i el temps. Les seves pel·lícules estan marcades pels viatges en el temps (Els herois del temps i 12 Monkeys) i la realitat confosa pels somnis, la fantasia o la imaginació (Brazil, Les aventures del baró Munchausen, El rei pescador o Por i fàstic a Las Vegas), sempre amanit de bon tros humor o ironia.

## Biografia
La família de Terry Gilliam es trasllada a Panorama City, un barri de Los Angeles, Califòrnia, l'any 1952 a causa de la pneumònia de la seva germana. Després d'haver fet els estudis secundaris a la Birmingham High school, entra a l'Occidental College l'any 1958. En surt titulat, l'any 1962, en ciències polítiques. Durant els seus anys a la universitat, assumeix la direcció d'una revista literària i la modifica per convertir-la en una revista satírica, Fang, on desenvolupa els seus talents de dissenyador i es mostra influït per Mad, la revista de Harvey Kurtzman. Abandona els seus estudis i va a Nova York, esperant treballar per a Kurtzman. Troba una plaça en una revista creada per Kurtzman Help! i publicada per Warren Publishing. En l'espai de tres anys, n'esdevé redactor en cap adjunt, fent a més d'il·lustrador freelance a diverses publicacions.
Durant aquest període coneix John Cleese.
Amb els seus ingressos, Terry Gilliam es paga una càmera 16 mm i comença un curtmetratge que no acabarà mai. L'any 1965, la revista Help! diposita el balanç i Terry Gilliam fa el servei militar a la guàrdia nacional. Els donatius de caricaturistes del jove Terry Gilliam li permeten d'escapar a l'entrenament. Marxa a fer la volta per Europa, visitant Alemanya, Itàlia i França, on treballa amb René Goscinny per a la revista Pilote.
De retorn a Los Angeles, Terry Gilliam i Joel Siegel publiquen un llibre: The Cocktail People. Gràcies a Joel Siegel, va contractar una agència publicitària, realitzant cartells per a Universal Pictures. L'any 1967, després haver estat despatxats d'aquesta agència, marxa cap a Londres on dibuixa a diverses revistes i periòdics com el Sunday Times,Nova o Queen, a continuació esdevé director artístic del periòdic The Londoner. Poc després, John Cleese el presenta a un productor de televisió, Humphey Barclay. Aquest és el productor de Do Not Adjust Your Set, una emissió on es troba als crèdits Eric Idle, Terry Jones i Michael Palin. Terry Gilliam es presentador d'aquesta sèrie difosa a Rediffusion Network entre el 4 de gener i el 28 de març de 1968. D'agost a octubre de 1968, Barclay llança un nou talk show, We Have Ways of Making You Laugh difós a LondonWeek-end TV on Eric Idle forma part del repartiment. Gilliam dibuixa caricatures dels convidats a l'emissió. Però aquesta sèrie té poc èxit i és suprimida. Durant l'any 1969, Terry Gilliam reprèn la seva plaça de presentador a la segona estació de Do Not Adjust Your Set i realitza a continuació seqüències animades per a la sèrie The Marty Feldman's Comedy Machine interpretada per Marty Feldman sobre textos de John Cleese, Graham Chapman, Terry Jones i Michael Palin.
L'any 1969, Gilliam, Chapman, Idle, Cleese, Palin i Jones formen la tropa de les Monty Python. Gilliam participa en la sèrie de televisió Monty Python's Flying Circus com a actor i com a autor de les animacions, sovint collages esbojarrats, que connecten els esquetxos entre ells. Gilliam és l'únic americà de la banda. Aquesta sèrie va tenir un èxit fenomenal fins a la quarta i última temporada de la sèrie difosa a la BBC l'any 1973. L'any 1971, l'equip realitza La Primera Bogeria dels Monty Python, un film que reagrupa les millors seqüències de la sèrie, adornat d'algunes novetats. Durant aquesta època, Terry Gilliam treballa la majoria del temps per als esquetxos dels Monty Python però realitza també animacions per a emissions televisives com la sèrie The Marty Feldman's Comedy Machine l'any 1972 o crèdits com per al film Cry on the Banshee de Gordon Hesseler estrenada l'any 1970 o per a l'emissió William dedicada a William Shakespeare l'any 1972. L'any 1973, es casa amb Maggie Weston, una modista i maquilladora britànica. L'any 1974, codirigeix amb Terry Jones, Monty Python: Graal! Per a aquest film, realitza les animacions i és igualment actor i coguionista.
L'any 1974, Gilliam realitza sol el seu primer film, La bèstia del regne. Basat en un poema de Lewis Carroll, es troben en el repartiment Michael Palin i Terry Jones. L'any 1977, escriu i interpreta Monty Python: La Vida de Brian. La Vida de Brian assoleix un autèntic èxit en la seva estrena l'any 1979 en detriment d'una autèntica controvèrsia al voltant de la pel·lícula.
L'any 1980, dirigeix Bandits, bandits. La història que coescriu amb Michel Palin explica la història de sis nans que han robat el mapa dels forats del temps a l'ésser suprem, arrossegant un noi d'onze anys en aventures espacial-temporals. En el repartiment del film es troba Michael Palin, John Cleese, també Sean Connery i Shelley Duvall. El mateix any, participa en el concert dels Monty Python el Hollywood Bowl. L'any 1982, surt el nou film dels Monty Python, Monty Python: El sentit de la vida, on Gilliam realitza sol l'escena d'obertura del film, The Crimson Permanent Assurance. El sentit de la vida rep l'any 1983 el gran premi especial del jurat al festival de Canes.
Retroba Tom Stoppard i els dos homes coescriuen el guió de Brazil. El novembre de 1983, comença el rodatge del film. Brazil surt el febrer de 1985 a Europa, mentre que una batalla comença amb Universal Pictures per a la seva estrena americana. El film esdevé ràpidament de culte. L'any 1987, Gilliam roda Les aventures del baró Munchausen entre Cinecittà i els productors anglesos de Pinewood. El rodatge és difícil, amb avançaments de pressupost. El film és un fracàs comercial però obté a continuació el reconeixement a través de les seves múltiples retransmissions televisades. A Bandits, Bandits, Brazil i Les Aventures del baró de Münchhausen, s'observa que diversos assumptes són similars, com la bogeria de la nostra societat comandada per una tecnologia deficient, el desig dels personatges d'escapar-hi i el somni i la imaginació que és el mitjà d'escapolir-s'hi. L'any 1989, Terry Gilliam treballa en l'adaptació de Watchmen, una sèrie de còmics de súper-herois, però el projecte fracassa.
L'any 1990, Gilliam roda el seu primer film als Estats Units, El rei pescador, coescrit amb Richard LaGravenese. Retroba a continuació el mateix guionista, i comença a escriure amb ell Defective Detective. El film s'havia d'haver rodat amb Nicolas Cage, però el projecte no va fructificar mai. L'any 1995, realitza 12 Monkeys, amb Bruce Willis, Madeleine Stowe i Brad Pitt, adaptació del film La tirada de Chris Marker. El film coneix un sorprenent èxit comercial. L'any 1996, Terry Gilliam prova tot un altre estil, la posada en escena d'un espectacle de pallassos a Rússia sota el nom de Salva Diabolo. Just després, roda Por i fàstic a Las Vegas, amb Johnny Depp, film inspirat en la novel·la homònima de Hunter S. Thompson, que fracassa en la seva estrena pel públic i la crítica, però que esdevé un film culte després de la seva estrena en vídeo.
L'any 1999, Gilliam aborda una història que té al cap des de fa deu anys, L'home que va matar Don Quixot, una ficció basada en El Quixot de Miguel de Cervantes. La producció del film comença l'any 2000 però és afectada greument per diversos problemes. Gilliam i el seu ajudant entren en conflicte amb Jean Rochefort, que interpreta Don Quixot, un dolor dorsal provocat per una hernia discal impedeix l'actor interpretar el seu paper i de pujar a cavall, els llocs de rodatge resulten calamitosoa, i una tempesta deteriora el material. La producció roda en a penes deu dies i Gilliam decideix abandonar el rodatge. Keith Fulton i Louis Pepe lliuren amb Lost in la Mancha un documental sobre el making of d'un film que no existeix.
L'any 2000, Terry Gilliam és el primer nom evocat per J. K. Rowling per a l'adaptació cinematogràfica de la seva sèrie de novel·les per a nens Harry Potter però la Warner Bros. prefereix escollir Chris Columbus per a la realització.
A continuació, l'any 2002, accepta de posar en imatges una publicitat per a Nike, posant en escena les més grans estrelles del futbol (Thierry Henry, Luís Figo, Ronaldo, etc.) enfrontant-se a una gàbia, amb Éric Cantona en el paper de l'àrbitre: la publicitat fa la volta del món.
Després de set anys passats sense haver girat cap film, Gilliam roda Els Germans Grimm amb Matt Damon, Heath Ledger i Monica Bellucci. Aquest film barreja la vida dels Germans Grimm amb les seves pròpies històries i personatges de ficció. L'estrena del film, que és un mig-fracàs, és retardat diverses vegades, i Gilliam ho aprofita per realitzar un film més personal, Tideland que ha sigut també un fracàs en la seva estrena en sales.
L'any 2009, Gilliam treu el film L'Imaginarium del doctor Parnassus. Es tracta de l'últim film de Heath Ledger, mort durant el rodatge. El rodatge del film, suspès durant un temps, continua amb la participació dels actors Johnny Depp, Jude Law i Colin Farrell, vinguts a retre homenatge a l'actor desaparegut i donant els seus ingressos a la filla de Ledger. Una vegada mès, no té èxit comercial però el film fa tanmateix parlar d'ell. Després de la història tràgica de la mort de Heath Ledger durant el rodatge de L'Imaginarium del doctor Parnassus, Terry Gilliam va ser reconegut al món sencer com el director amb més mala sort del món del cinema.
L'agost de 2010, el cineasta filma un concert del grup canadenc Arcade Fire i, l'any següent, el maig de 2011, inicia la seva carrera com a escenarista a l'òpera de Londres per dirigir The Damnation of Faust de Hector Berlioz. Terry Gilliam va ser aclamat per la crítica i el públic per al seu treball.
L'agost de 2012, Terry Gilliam comença la postproducció del seu nou llargmetratge, The Zero Theorem, un film de ciència-ficció amb Christoph Waltz al paper principal. Aquest projecte, previst en origen per començar l'any 2009, havia estat abandonat per permetre a Terry Gilliam dedicar-se a la promoció de L'imaginarium del doctor Parnassus i a la seva segona temptativa de produir L'home que va matar Don Quixot. Va ser rellançada després del fracàs d'aquesta i el rodatge va començar l'octubre de 2012. El film es va presentar en selecció oficial a la Mostra de Venècia el 2 de setembre de 2013.
L'any 2018, sortirà The Man Who Killed Don Quixote, segons Cervantes, la culminació de l'espera del director qui hagut d'enfrontar diversos revers: 
- Primera temptativa (1996-2001): film amb Johnny Depp, Jean Rochefort i Vanessa Paradis. El projecte és abandonat al cap de quinze dies de rodatge després de l'abandó de l'actor principal Jean Rochefort, que patia una hèrnia discal. El film-documental making of Lost in La Mancha relata les desventures (entre d'altres les intempèries que van destruir la decoració, la pluja que feia reverdir el desert...) sobrevingudes en el rodatge d'aquest film.
- Segona temptativa (2008-2010): Terry Gilliam recupera els drets del seu guió i preveu rodar aquest film novament a la primavera de 2013. El guió és no obstant això adaptat i Robert Duvall i Ewan McGregor reemplacen Jean Rochefort i Johnny Depp. El finançament d'aquest film s'enfonsa a mitjans de 2010.
- Tercera temptativa (2011-2012): Terry Gilliam té ganes de reprendre l'aventura, amb un nou productor, i Owen Wilson, que reemplaça Ewan McGregor. A falta de finançament i mentre preparava el rodatge de The Zero Theorem, renuncia de nou.
- Quarta temptativa (2014-2016): llença un nou projecte, amb John Hurt i Jack O'Connell. El guió és novament adaptat. El projecte fracassa de nou per problemes de finançament i de malaltia de John Hurt.
- Cinquena temptativa (2016): el film canvia de nou de productor (Paulo Branco) i de càsting (Michael Palin i Adam Driver). El rodatge era previst per l'octubre de 2016, data no respectada per raons de finançament.
- Sisena temptativa (2017): el film és rodat l'any 2017. Jonathan Pryce reemplaça Michael Palin al paper del títol.

## Filmografia com a director
- Monty Python and the Holy Grail (Els cavallers de la taula quadrada), Interpretada pel grup de comediants Monty Python i codirigida amb Terry Jones (1975)
- La bèstia del regne (Jabberwocky) (1977)
- Time Bandits (1981)
- The Crimson Permanent Assurance, curtmetratge inclòs en The Meaning of Life (El sentit de la vida) (1983)
- Brazil (1985). Una versió satírica de la distopia 1984, on un humil personatge es veu enfrontat a l'omnipotència d'una burocràcia gegantesca de tall orwellià.
- Les aventures del baró Munchausen (The Adventures of Baron Munchausen) (1989). Amb un destacat elenc (Robin Williams, Uma Thurman, etcètera) dona vida a una eixelebrada fantasia lleugerament basada en les aventures del baró del segle xviii, incloent alguns dels seus tòpics malabarismes sobre la realitat i la il·lusió.
- El rei pescador (El rei pescador) (1991). Un locutor de ràdio enmig d'una crisi existencial descobreix a un individu mig foll (interpretat per Robin Williams) que li ensenya un nou sentit a la seva vida.
- Twelve Monkeys (Dotze micos) (1995). Un presoner que habita en un futur proper (Bruce Willis) retorna a la nostra època, mitjançant una màquina del temps, per a estudiar una terrible epidèmia que escombrarà a la Humanitat, només per a descobrir amb horror que res del que faci podrà impedir el desastre.
- Por i fàstic a Las Vegas (Fear and Loathing in Las Vegas) (1998). Johnny Depp interpreta un periodista, Hunter S. Thompson, que al costat d'un amic (Benicio del Toro) no deixa droga per provar, en la ciutat de Las Vegas en la dècada dels 70.
- El secret dels germans Grimm (The Brothers Grimm) (2005)
- Tideland (2005). Un músic drogoaddicte (Jeff Bridges) decideix portar la seva filla a la seva casa de la infantesa, al camp, quan la seva dona mor d'una sobredosi. Allà es desenvoluparà aquesta estranya història vista sempre des del prisma innocent i imaginatiu de la nena, que veu com tot el món es podreix al seu voltant i troba en la imaginació la seva única sortida.
- L'imaginari del Doctor Parnassus (2009)
- Teorema Zero (2013) Qohen Leth és un excèntric geni dels ordinadors que viu en un món corporatiu controlat per l'obscura figura de la "Direcció". Món distòpic amb el seu context surrealista.

Té diversos projectes en diferents fases de desenvolupament, inclosa una adaptació de la novel·la escrita entre Neil Gaiman i Terry Pratchett, Good Omens.
Els infructuosos esforços de Gilliam per rodar la pel·lícula The man who killed Don Quixote (L'home que va matar en Quixot), basat en l'obra de Miguel de Cervantes, són el tema del documental Lost in la Mancha (Perdut a la Manxa), de Keith Fulton i Louis Pepe.

## Premis i nominacions, homenatge
- Festival de Canes 1983: Gran Premi especial del jurat.
- LAFCA 1985:
  - LAFCA a la millor pel·lícula.
  - LAFCA al millor director.
  - LAFCA al millor guió.
- Premis Oscar de 1985 :
  - Nominació a l'Oscar al millor guió original.
  - Nominació a l'Oscar a la millor direcció artística.

Les aventures del baró Munchausen
- BAFTA 1989:
  - Millor vestuari
  - Millor maquillatge
  - Millor decorat
- Nastro d'Argento 1990:
  - Millor maquillatge
  - Millor fotografia.
  - Millor vestuari
- Premis Oscar de 1989:
  - Nominació a l'Oscar als millors efectes especials.
  - Nominació a l'Oscar a la millor direcció artística.
  - Nominació a l'Oscar al millor maquillatge.
  - Nominació a l'Oscar al millor vestuari
- Premis Saturn 1990:
  - Nominació al Premi Saturn a la millor pel·lícula fantàstica.
  - Nominació al Premi Saturn al millor vestuari
  - Nominació al Premi Saturn al millor maquillatge
  - Nominació al Premi Saturn als millors efectes especials.
- Premi Hugo 1990: Nominació a la millor presentació dramàtica.

El Rei Pescador
- Mostra de Venècia 1991:
  - Lleó d'argent
- Premis Oscar de 1991:
  - Oscar a la millor actriu secundària per a Mercedes Ruehl.
  - Nominació a l'Oscar al millor actor per a Robin Williams.
  - Nominació a l'Oscar al millor guió original.
  - Nominació a l'Oscar a la millor direcció artística.
  - Nominació al a la Oscar a la millor banda sonora.
- Festival Internacional de Cinema de Toronto 1991:
  - People's Choice Awards.

12 Monkeys
- Premi Saturn a la millor pel·lícula de ciència-ficció 1996
- Festival Internacional de Cinema de Berlín 1995:
  - Premi del lector (tercera plaça) del Berlín er Morgenpost.

Por i fàstic a Las Vegas
- Festival de Canes 1998:
  - Selecció oficial (en competició).

Els Germans Grimm
- Mostra de Venècia 2005:
  - Selecció oficial.

Tideland
- Festival Internacional de Cinema de Sant Sebastià 2006:
  - Premi Fipresci.

El Imaginarium del metge Parnassus
- Festival de Canes 2009:
  - Selecció oficial (fora de competició).